# Микроминиатюра

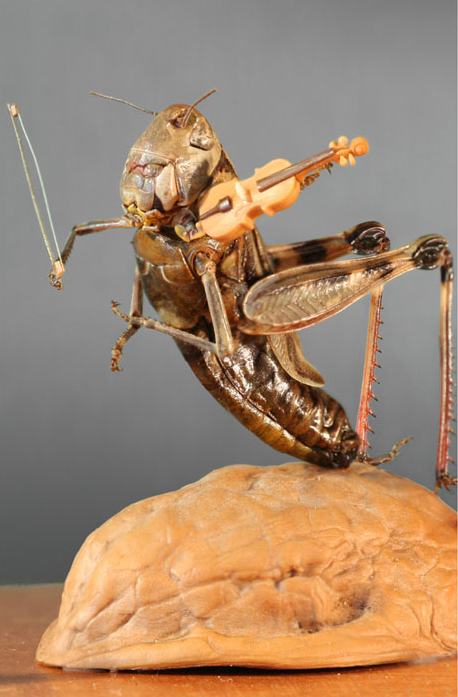
Микроминиатюра
«Кузнечик, играющий на скрипке»

Микроминиатюра (микроискусство) — направление в пространственных видах искусства, сформировавшееся к концу XX в., а также его произведения, целью которого является создание виртуальной реальности микрокосма; микроминиатюры не имеют утилитарной ценности, носят сугубо декоративный характер произведений, при изготовлении и экспонировании которых применяются оптические приборы.
Микроминиатюра относится как к изобразительным искусствам, поскольку обращается к действительности как источнику формирования мира человека, так и к неизобразительным — результатам воздействия действительности на духовный мир личности. Поэтому для микроминиатюры основой является не только изображение предметного мира, но и воплощение мыслей, чувств, настроения. Поскольку микроминиатюра не имеет практического применения, относится к изящным видам и является сугубо декоративным.
Миниатюризация явилась одной из основных черт научно-технического прогресса, выступая характерным признаком для такой области промышленного производства как электроника. С изобретением и внедрением микросхем, степень уплотнения микроэлементов электронной аппаратуры увеличилась в тысячи раз.
Способность видеть великое в малом, бесконечность в миниатюре проявилась у человека не только в сферах философского, научного и технического опыта. Две тысячи лет тому назад искусство уже содержало образцы мастерства миниатюризации. Использование малых форм не только не препятствует передаче смысла, но и образует дополнительное значение, обращая внимание человека на микрокосмос незаметных в повседневности человеку малых деталей.

## Некоторые микроминиатюристы
- Алдунин, Николай Сергеевич
- Анискин, Владимир Михайлович[2], сотрудник ИТПМ СО РАН
- Деулин, Юрий Владимирович
- Казарян, Эдуард Авакович
- Коненко, Анатолий Иванович
- Рыкованов, Андрей Леонидович
- Савидов, Николай Владимирович
- Сысолятин, Александр Матвеевич
- Сядристый, Николай Сергеевич
- Маслюк, Михаил Григорьевич
- Доцковский, Николай Иванович